# Болото (Белёвский район)
Болото — село в Белёвском районе Тульской области России. Население - 376 человек (2021).
В рамках административно-территориального устройства является центром Болотского сельского округа Белёвского района, в рамках организации местного самоуправления — административный центр сельского поселения Правобережное.

## География
Расположено на левом берегу реки Веженки в 12 км (по автодороге) от районного центра Белёва. Рядом проходит автодорога Белёв — Одоев Р139.
Уличная сеть села ныне (2020) состоит из 10 улиц: Балтийская, Большая, Завершье, Куток, Новоселовская, Новослободская, Рабочая, Садовая, Совхозная, Центральная и Рабочего переулка.

## Топоним
Название произошло по-видимому от топкой, сильно заболоченной местности в округе села.

## История
Из писцовой книги за 1630—1632 годы, где сказано: «церковь великаго чудотворца Николы, да предел преп. Сергия чудотворца, древяна, клецки», известно, что «Болото» уже существовало в статусе села. В 1784 году на средства князя Н. Н. Львова в селе была построена каменная церковь Николая Чудотворца с приделом во имя святого Сергия Радонежского. Из надписи на одном антиминсе, освящённом в 1740 году, следует, что в селе существовал и другой храм, судьба которого неизвестна. Особого внимания заслуживал пятиярусный позолоченный иконостас итальянской резной работы и настенная живопись священно-исторического характера. В церковный приход входило само село и деревни: Городня, Сергиевка. В приходе имелось три школы: земская в Болото (с 1886 года) и в Городне, школа грамоты в Сергиевке.
В 1859 году в селе насчитывалось 77 крестьянских дворов; в 1915—181 двор. Основным занятием жителей села было земледелие, а также плотничество и извозный промысел.

## Население
| Годы      | 1857  | 1859 | 1915 | 2002 | 2010 | 2021 |
| --------- | ----- | ---- | ---- | ---- | ---- | ---- |
| Население | 688 * | 689  | 1237 | 488  | ↘405 | 376  |

*37 человек военного ведомства, 651 — крепостных помещичьих.

## Транспорт
Село доступно автотранспортом.